# Saint-Dier-d’Auvergne
Saint-Dier-d’Auvergne – miejscowość i gmina we Francji, w regionie Owernia-Rodan-Alpy, w departamencie Puy-de-Dôme.
Według danych na rok 1990 gminę zamieszkiwało 531 osób, a gęstość zaludnienia wynosiła 26 osób/km² (wśród 1310 gmin Owernii Saint-Dier-d’Auvergne plasuje się na 394. miejscu pod względem liczby ludności, natomiast pod względem powierzchni na miejscu 440.).